# SPT TV
SPT TV est une chaîne de télévision américaine appartenant à Seabra Portuguese Television et diffusant de la programmation en portugais. La chaîne est lancée en 1986 et disponible à partir du réseau câblé et de la télévision satellitaire américaine.
C'est la première chaîne de télévision portugaise basée aux États-Unis. 
Elle tire la majorité de sa programmation du diffuseur privé SIC au Portugal. Les programmes de la chaîne sont généralistes et incluent des journaux télévisés, du divertissement, des talk-shows, des comédies, de la télé réalité, du sport, entre autres.